# Alliance stratégique
Une alliance stratégique est une coopération entre des entreprises concurrentes ou potentiellement concurrentes. Elles choisissent de mener à bien un projet ou une activité spécifique en coordonnant leurs compétences, leurs moyens et leurs ressources nécessaires plutôt que de lutter entre elles sur un marché qui devient de plus en plus exigeant et qui pourrait amener à des cessations ou des acquisitions d’activités.

## Avantages et types d’alliances pour l’entreprise
Les caractéristiques qui composent les alliances donnent une plus grande liberté aux entreprises. En effet, elles permettent à celles-ci de retirer des avantages qu’elles n’auraient pas pu avoir avec une concentration sans avoir à en supporter les inconvénients. Elles permettent, aussi, aux différentes entreprises d’avoir la possibilité, par un réajustement stratégique et dans un certain degré, de rompre avec les partenaires sans se soucier des aspects administratifs et financiers.

## Types d'alliance
Il existe 4 grands types d’alliances :
1. Coopération : une entreprise centrale fournit la conception, commercialisation et le suivi auprès de la clientèle, et les entreprises contractantes fournissent en réseau chacune une partie de la prestation ou produit final.
2. Groupement momentané d'entreprises : plusieurs entreprises répondent conjointement et solidairement devant un client commun d'une demande de prestation ou produit complexe à réaliser.
3. Marché de compensation : ces contrats prévoient des clauses qui obligent le fournisseur à acquérir en retour de marchandises ou prestations d'une entreprise : cela peut aller du troc de marchandises à l'échange de savoir-faire. Les grands contrats internationaux sont souvent assortis de ce type de clauses.
4. Coentreprise : très utilisé dans les pays de l'Est, les entreprises locales s'associent à des entreprises occidentales et internationales dans le but de profiter de leur savoir-faire en leur faisant profiter de leur accès rapide au marché.